# Jewgienij Alejnikow
Jewgienij Alejnikow (ros. Евгений Васильевич Алейников, ur. 29 maja 1967 we Władykaukazie, zm. 7 grudnia 2024) – rosyjski strzelec sportowy, brązowy medalista olimpijski z Sydney.
Brał udział w dwóch igrzyskach (1996, 2000). W 2000 był trzeci na dystansie 10 metrów w karabinie pneumatycznym. W 1991, w barwach Związku Radzieckiego, indywidualnie był drugi na mistrzostwach świata w tej konkurencji, w 2002 trzeci. W 2001 zdobył brąz mistrzostw Europy.
Jego żona Lubow Gałkina także była medalistką olimpijską.